# ویلیام مورتون (دوچرخه‌سوار)
ویلیام مورتون (انگلیسی: William Morton; ۲۰ ژوئن ۱۸۸۰ – ۲۱ مارس ۱۹۵۲) دوچرخه‌سوار اهل کانادا بود.
وی در مسابقات کشوری و بین‌المللی در مجموع برندهٔ ۱ مدال برنز شده‌است.